# 太子匯

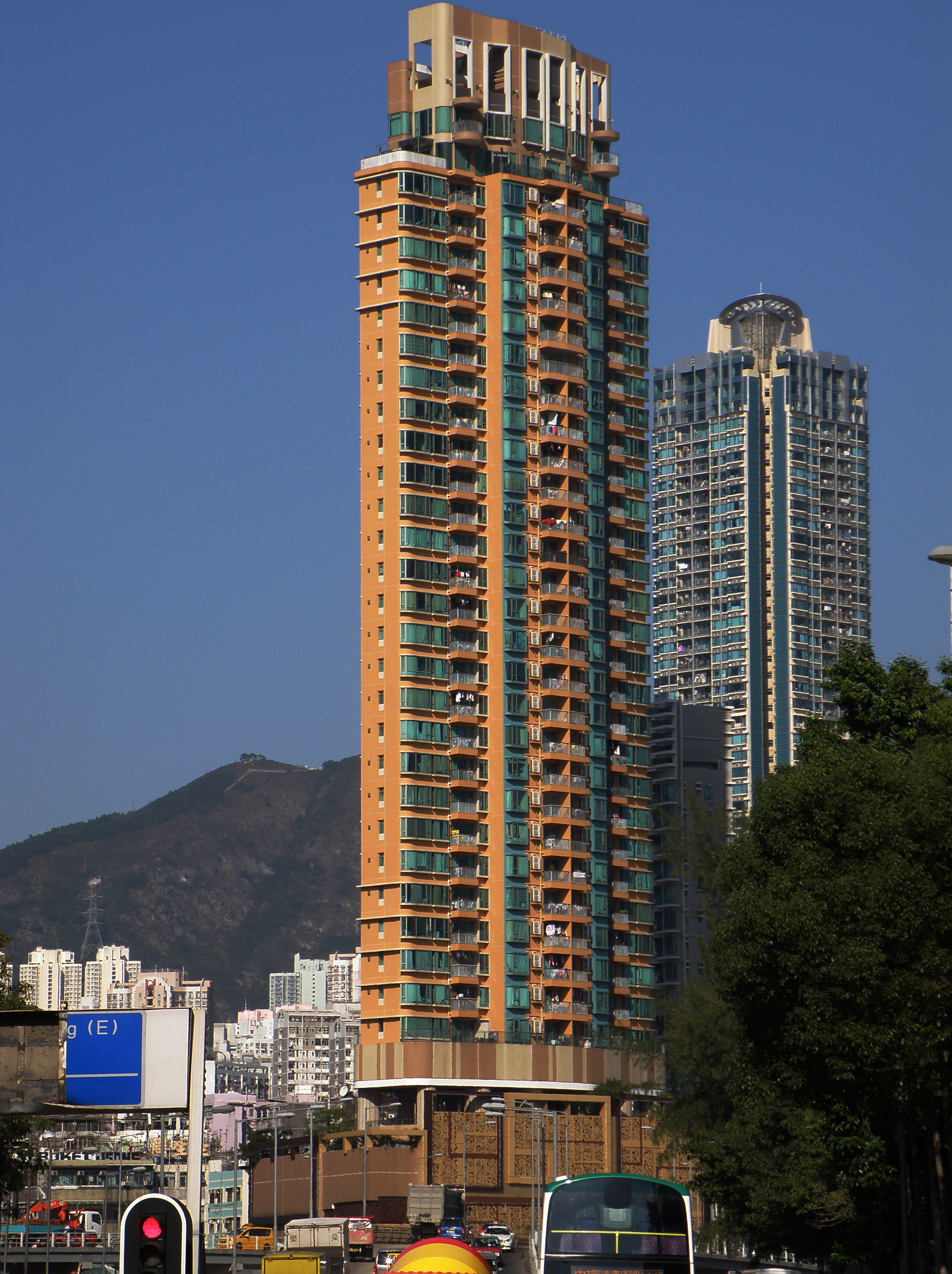
太子匯

太子匯（英語：Prince Ritz）是香港九龍城的單幢式住宅，是新世界發展的物業，樓高29層（28層為住宅樓面，1層空中花園，不包括商店及會所），共110個單位，於2008年落成（17年樓齡），前身為雙連式唐樓。
這座大廈採用混凝土預製組件建造。

## 簡介
太子匯處於太子道西、城南道及龍崗道交界，毗鄰九龍城食街。其基座商場開設Neway卡啦OK，地下設有一所通宵營業的麥當勞餐廳。

### 會所
1樓-3樓

## 睇樓變跳樓
2010年4月，太子滙發生睇樓時離奇跳樓自殺案，一名來港旅遊的新加坡男子，聲稱買樓，由地產經紀陪同睇樓時找藉口引開經紀，然後從單位一躍而下，頭爆血流命喪當場。